# Blythe Danner
Blythe Katherine Danner (ur. 3 lutego 1943 w Filadelfii) – amerykańska aktorka filmowa. Matka aktorki Gwyneth Paltrow.

## Życiorys

### Wczesne lata
Urodziła się w Filadelfii w Pensylwanii jako córka Katharine (z domu Kile; 1909–2006) i Harry’ego Earla Dannera, dyrektora banku. Jej brat, Harry Danner, został śpiewakiem operowym i aktorem, a siostra, Dorothy „Dottie” Danner, reżyserką i aktorką. Z kolej jej przyrodni brat ze związku matki, William Moennig, to lutnik zajmujący się skrzypcami. W 1960 ukończyła George School w Newtown w hrabstwie Bucks w Pensylwanii. W 1965 została absolwentką Bard College.

### Kariera
W 1967 grała na scenie w musicalu Mata Hari. Występowała na Off-Broadwayu w spektaklach: Piechota (1966), Summertree (1968), Up Eden (1968) i Someone's Comin' Hungry (1969). Wkrótce trafiła na Broadway w przedstawieniach: Cyrano de Bergerac (1968) jako siostra Marthe, Kochankowie (1968) jako Mag, Skąpiec (1969) jako Elise. Zdobyła nagrodę Tony dla najlepszej aktorki w sztuce za rolę Jill Tanner, rozwódki i niedoszłej aktorki o beztroskim usposobieniu w spektaklu Leonarda Gershe’a Motyle są wolne (1970).
W 1972 po raz pierwszy wystąpiła na ekranie w roli Marthy Jefferson w dramacie muzycznym 1776 u boku Williama Danielsa i Johna Culluma. W odcinku serialu Columbo  – pt. „Etiuda w czerni” (Étude In Black, 1972) z udziałem Petera Falka i Johna Cassavetesa zagrała Janice Benedict, żonę dyrygenta, który ma romans z młodą pianistką. Znalazła się w obsadzie dreszczowca psychologicznego Zabić klowna (To Kill a Clown, 1972) z Alanem Aldą. Była prawniczką Amandą Bonner w serialu ABC Żebra Adama (Adam’s Rib, 1973) u boku Kena Howarda. Po gościnnym występie w jednym z odcinków sitcomu M*A*S*H (1976), zagrała pisarkę Zeldę Fitzgerald w telewizyjnym melodramacie biograficznym ABC Bal kapitański (F. Scott Fitzgerald and 'The Last of the Belles', 1974) z Richardem Chamberlainem i Susan Sarandon. Była tytułową bohaterką Molly Taylor w dramacie Sidneya Lumeta Zakochani w Molly (Lovin' Molly, 1974) z Anthonym Perkinsem i Beau Bridgesem. W dramacie historycznym Za drzwiami Trzeciej Rzeszy (Inside the Third Reich, 1982) zagrała żonę Alberta Speera (Rutger Hauer).
Wystąpiła w komediowym hicie Poznaj mojego tatę (2000) oraz jego kontynuacjach, Poznaj moich rodziców (2004) i Poznaj naszą rodzinkę (2010).

## Życie prywatne
14 grudnia 1969 wyszła za mąż za producenta i reżysera telewizyjnego Bruce’a Paltrowa, który zmarł 3 października 2002 w wieku 58 lat na raka jamy ustnej. Mieli dwoje dzieci, aktorkę Gwyneth Paltrow (ur. 27 września 1972) i reżysera telewizyjnego Jake’a Paltrowa (ur. 26 września 1975).

## Filmografia
- 1972 – Columbo  – sezon 2, odc. 1 – „Etiuda w Czerni” (Étude In Black) jako Janice Benedict
- 1972 – Zabić klowna jako Lily Frischer
- 1972 – 1776 jako Martha Jefferson
- 1974 – Zakochani w Molly jako Molly
- 1975 - MASH - sezon 4 odc 23 " Im dluzej Cię  widze" jako Carlye
- 1975 – Hollywoodzki kowboj jako panna Trout
- 1976 – Świat przyszłości jako Tracy Ballard
- 1979 – Wielki Santini jako Lilian Meechum
- 1983 – Mężczyzna, kobieta i dziecko jako Sheila Beckwith
- 1990 – Alicja jako Dorothy
- 1990 – Pan i pani Bridge jako Grace Barron
- 1991 – Książę przypływów
- 1992 – Mężowie i żony
- 1995 – Oddając ci hołd jako Katherine Samuel
- 1997 – Miejski obłęd jako pani Banks
- 2000 – Poznaj mojego tatę jako Dina Byrnes
- 2004 – Kiedy byliśmy dorośli jako Rebecca Davitch
- 2004 – Poznaj moich rodziców jako Dina Byrnes
- 2004-2006 – Huff jako Izzy Huffstodt
- 2005 – Ruchomy zamek Hauru jako Madame Sulliman (głos, amerykański dubbing)
- 2005 – Will & Grace jako Marilyn Truman
- 2010 – Poznaj naszą rodzinkę jako Dina Byrnes
- 2010 – Czekając na wieczność jako Miranda Twist
- 2011 – Z dystansu
- 2011 – Paul
- 2012 – The Lucky One jako Ellie
- 2015 – Spotkajmy się we śnie jako Carol Petersen